# Cavallets d'Olot
Els Cavallets d'Olot, també coneguts com a cavallins són uns elements del bestiari popular practicats a Olot des de començaments del segle xvii. Estan formats per una estructura lleugera feta de fusta i roba que simula la forma d'un cavall amb un forat al centre, on se situa el cavaller que sosté -a l'alçada de la seva cintura- i fa moure l'estructura, aconseguint l'efecte visual d'un cavall amb un genet a sobre.

## Història
La primera referència olotina sobre cavallets o cavallins és de 1601, quan s'esmenta que van participar en la processó per commemorar la canonització de sant Ramon de Penyafort. També n'hi ha referència el 1619, quan es feren ballar per commemorar el decret papal de 1617, en què s'afirmava que la Mare de Déu fou concebuda sens pecat original. No els tornem a trobar fins al 1748, en què participen en la processó organitzada amb motiu de la benedicció del nou temple de la Mare de Déu del Tura. Els programes de les Festes del Tura ens donen les dades dels anys que van sortir: 1859, 1864, 1878, 1879 i, a partir de 1883, cada any, excepte el 1876, i del 1880 al 1882.
Els Cavallets que coneixem van sortir al carrer per primera vegada l'any 1904 i són obra de Francesc Estorch. El 1990, "El Arte Cristiano" en va fer una còpia exacta amb fibra de vidre, material menys pesant, ja que els vells pesaven 16 kg. i era difícil trobar balladors.
A partir de 1995, els Cavallets han anat renovant la vestimenta i l'armament. En aquests darrers anys han estrenat espases; l'any 1997 van estrenar uns vestits, confeccionats per Teresa de Bodas a partir de documentació gràfica, amb la idea de recuperar els models que duien a la dècada dels seixanta; i per les Festes del Tura de 1998 han estrenat els cascs.
Els Cavallets només ballen per les Festes del Tura. Executen dos balls per parelles, dirigits pel capità, amb una música basada en l'òpera de Weber; "Der Freischütz" (El caçador furtiu). En el primer ball es col·loquen en bateria del dret i del revés, alternativament. El capità els dona voltes i després dirigeix el ball. En el segon, es col·loquen en rotllana amb el capità al mig.

## Fitxa tècnica
Data d'estrena: 1904
Autor: Francesc Estorch
Música: basada en l'òpera "Der Freischütz" (El caçador furtiu), de Carl Maria Von Weber
Lletra: popular
Alçada: 
Pes: 
Quan ballen: per les Festes del Tura (setembre)
On ballen: a la Plaça Major d'Olot